# Euthemis
Euthemis é um género botânico pertencente à família Ochnaceae.